# Galatasaray Istanbul/Saison 2019/20
Die Saison 2019/20 von Galatasaray Istanbul war die 112. Saison in der Vereinsgeschichte und die 62. Saison in der türkischen Liga, der Süper Lig. Der Klub beendete die Saison auf dem 6. Platz. Die Türkiye Kupası endete für Galatasaray im Viertelfinale. In der UEFA Champions League schieden die Gelb-Roten in der Gruppenphase aus.

## Personalien

### Kader
| Nr.        | Nat.                         | Name                | Geburtsdatum  | im Verein seit | vorheriger Verein      |
| Torhüter   | Torhüter                     | Torhüter            | Torhüter      | Torhüter       | Torhüter               |
| ---------- | ---------------------------- | ------------------- | ------------- | -------------- | ---------------------- |
| 01         | Uruguay Italien              | Fernando Muslera    | 16. Juni 1986 | 2011           | Lazio Rom              |
| 34         | Turkei                       | Okan Kocuk          | 27. Juli 1995 | 2019           | Bursaspor              |
| 51         | Turkei                       | Berk Balaban        | 1. Jan. 2000  | 2012           | eigene Jugend          |
| Abwehr     |                              |                     |               |                |                        |
| 02         | Turkei                       | Şener Özbayraklı    | 23. Jan. 1990 | 2019           | Fenerbahçe Istanbul    |
| 05         | Turkei                       | Ahmet Çalık         | 26. Feb. 1994 | 2017           | Gençlerbirliği Ankara  |
| 14         | Norwegen                     | Martin Linnes       | 20. Sep. 1991 | 2016           | Molde FK               |
| 15         | Suriname Niederlande         | Ryan Donk           | 30. Apr. 1986 | 2016           | Kasımpaşa Istanbul     |
| 19         | Turkei Niederlande           | Ömer Bayram         | 27. Juli 1991 | 2018           | Akhisarspor            |
| 22         | Brasilien                    | Mariano             | 23. Juni 1986 | 2017           | FC Sevilla             |
| 27         | Kongo Demokratische Republik | Christian Luyindama | 8. Jan. 1994  | 2019           | Standard Lüttich       |
| 36         | Uruguay                      | Marcelo Saracchi    | 23. Apr. 1998 | 2020           | RB Leipzig             |
| 40         | Turkei                       | Emin Bayram         | 2. Apr. 2003  | 2011           | eigene Jugend          |
| 45         | Turkei                       | Gökay Güney         | 19. Mai 1999  | 2016           | eigene Jugend          |
| 45         | Brasilien                    | Marcão              | 23. Juni 1986 | 2019           | GD Chaves              |
| 55         | Japan                        | Yūto Nagatomo       | 12. Sep. 1986 | 2018           | Inter Mailand          |
| Mittelfeld |                              |                     |               |                |                        |
| 06         | Elfenbeinküste               | Jean Seri           | 19. Juli 1991 | 2019           | FC Fulham              |
| 08         | Turkei                       | Selçuk İnan         | 10. Feb. 1985 | 2011           | Trabzonspor            |
| 10         | Marokko Frankreich           | Younès Belhanda     | 5. Feb. 1990  | 2017           | Dynamo Kiew            |
| 20         | Turkei Frankreich            | Emre Akbaba         | 4. Okt. 1992  | 2018           | Alanyaspor             |
| 21         | Schweden Turkei              | Jimmy Durmaz        | 22. März 1989 | 2019           | FC Toulouse            |
| 30         | Turkei                       | Atalay Babacan      | 28. Juni 2000 | 2018           | eigene Jugend          |
| 48         | Turkei                       | Taylan Antalyalı    | 8. Jan. 1995  | 2019           | BB Erzurumspor         |
| 99         | Gabun Frankreich             | Mario Lemina        | 1. Sep. 1993  | 2019           | FC Southampton         |
| Angriff    |                              |                     |               |                |                        |
| 07         | Turkei                       | Adem Büyük          | 30. Aug. 1987 | 2019           | Yeni Malatyaspor       |
| 09         | Kolumbien Venezuela          | Falcao              | 10. Feb. 1986 | 2019           | AS Monaco              |
| 11         | Niederlande Suriname         | Ryan Babel          | 19. Dez. 1986 | 2019           | FC Fulham              |
| 17         | Turkei                       | Yunus Akgün         | 7. Juli 2000  | 2018           | eigene Jugend          |
| 23         | Rumänien Spanien             | Florin Andone       | 11. Apr. 1993 | 2019           | Brighton & Hove Albion |
| 28         | Nigeria England              | Jesse Sekidika      | 14. Juli 1996 | 2020           | Eskişehirspor          |
| 41         | Turkei                       | Erencan Yardımcı    | 4. Feb. 2002  | 2019           | eigene Jugend          |
| 70         | Nigeria                      | Henry Onyekuru      | 5. Juni 1997  | 2020           | AS Monaco              |
| 89         | Algerien Frankreich          | Sofiane Feghouli    | 26. Dez. 1989 | 2017           | West Ham United        |

#### Transfers
| Zugänge | Abgänge |
| --- | --- |
| Sommer 2019 - Florin Andone (Brighton & Hove Albion) a. - Taylan Antalyalı (BB Erzurumspor) - Ryan Babel (FC Fulham) - Adem Büyük (Yeni Malatyaspor) - Jimmy Durmaz (FC Toulouse) - Falcao (AS Monaco) - Okan Kocuk (Bursaspor) - Mario Lemina (FC Southampton) a. - Emre Mor (Celta Vigo) - Steven Nzonzi (AS Rom) a. - Şener Özbayraklı (Fenerbahçe Istanbul) - Valentine Ozornwafor (Enyimba Aba) - Jean Seri (FC Fulham) a. Winter 2019/20 - Henry Onyekuru (AS Monaco) a. - Marcelo Saracchi (RB Leipzig) a. - Jesse Sekidika (Eskişehirspor) | Sommer 2019 - Muğdat Çelik (Gaziantep FK) - İsmail Çipe (Kayserispor) a. - Eren Derdiyok (Göztepe Izmir) - Mbaye Diagne (FC Brügge) a. - Fernando (FC Sevilla) - Sinan Gümüş (CFC Genua) - Semih Kaya (Sparta Prag) w.a. - Konstantinos Mitroglou (PSV Eindhoven) a. - Papa Alioune Ndiaye (Stoke City) w.a. - Henry Onyekuru (FC Everton) w.a. - Valentine Ozornwafor (UD Almería) a. Winter 2019/20 - Ryan Babel (Ajax Amsterdam) a. - Emre Mor (Celta Vigo) w.a. - Steven Nzonzi (AS Rom) w.a. - Batuhan Şen (1461 Trabzon) a. - Emre Taşdemir (Kayserispor) a. |

## Saison
Alle Ergebnisse aus Sicht von Galatasaray Istanbul.
Die Tabelle listet alle Süper-Lig-Spiele des Vereins der Saison 2019/20 auf. Siege sind grün, Unentschieden gelb und Niederlagen rot markiert.

### Süper Lig
| ST | Datum              | Gegner                 | Ort                                    | Ergebnis  | Tor(e) für Galatasaray Istanbul                                                                                    | Karte(n) für Galatasaray Istanbul                                                                      | Zuschauer |
| -- | ------------------ | ---------------------- | -------------------------------------- | --------- | --- | --- | --------- |
| 01 | 16. August 2019    | Denizlispor            | Atatürk Stadı, Denizli                 | 0:2 (0:0) | keine | Babel (28.), Marcão (34.), Mariano (69.), Belhanda (77.), Marcão (43.)                                 | 13.693    |
| 02 | 25. August 2019    | Konyaspor              | Türk Telekom Stadyumu, Istanbul        | 1:1 (0:0) | 1:0 Babel (60.) | Seri (75.) Büyük (87.)                                                                                 | 38.118    |
| 03 | 30. August 2019    | Kayserispor            | Kadir Has Stadı, Kayseri               | 3:2 (0:1) | 1:1 Belhanda (66. Handelfmeter), 2:1 Babel (87.), 3:2 Büyük (90.+9')                                               | Belhanda (34.), Mariano (69.), Ö. Bayram (75.), Marcão (79.), Mor (88.), Mor (89.)                     | 20.034    |
| 04 | 13. September 2019 | Kasımpaşa Istanbul     | Türk Telekom Stadyumu, Istanbul        | 1:0 (1:0) | 1:0 Falcao (38.)                                                                                                   | Marcão (35.), Ö. Bayram (87.)                                                                          | 43.071    |
| 05 | 22. September 2019 | Yeni Malatyaspor       | Yeni Malatya Stadyumu, Malatya         | 1:1 (1:0) | 1:0 Seri (23.) | Ö. Bayram (63.), Büyük (77.), Özbayraklı (90.+2')                                                      | 16.467    |
| 06 | 28. September 2019 | Fenerbahçe Istanbul    | Türk Telekom Stadyumu, Istanbul        | 0:0       | keine | Marcão (78.), Mariano (82.)                                                                            | 51.663    |
| 07 | 5. Oktober 2019    | Gençlerbirliği Ankara  | Eryaman Stadyumu, Ankara               | 0:0       | keine | Donk (8.), Mariano (29.), Durmaz (81.), Belhanda (90.+1')                                              | 10.275    |
| 08 | 18. Oktober 2019   | Sivasspor              | Türk Telekom Stadyumu, Istanbul        | 3:2 (2:0) | 1:0 Andone (21.), 2:0 Andone (42. Foulelfmeter), 3:1 Babel (74.)                                                   | Luyindama (24.), Andone (62.), Ö. Bayram (78.), Akgün (85.)                                            | 34.315    |
| 09 | 27. Oktober 2019   | Beşiktaş Istanbul      | Vodafone Park, Istanbul                | 0:1 (0:0) | keine | Babel (54.), Marcão (59.), Mariano (63.)                                                               | 35.827    |
| 10 | 1. November 2019   | Çaykur Rizespor        | Türk Telekom Stadyumu, Istanbul        | 2:0 (2:0) | 1:0 Talbi (15. Eigentor), 2:0 Babel (18. Handelfmeter)                                                             | Babel (60.)                                                                                            | 29.563    |
| 11 | 9. November 2019   | Gaziantep FK           | Gaziantep Stadyumu                     | 2:0 (2:0) | 1:0 Ö. Bayram (21.), 2:0 Feghouli (43.)                                                                            | Lemina (63.)                                                                                           | 15.648    |
| 12 | 22. November 2019  | Istanbul Başakşehir FK | Türk Telekom Stadyumu, Istanbul        | 0:1 (0:0) | keine | Babel (3.), Büyük (39.), Lemina (90.+1')                                                               | 35.654    |
| 13 | 1. Dezember 2019   | Trabzonspor            | Medical Park Stadyumu, Trabzon         | 1:1 (0:0) | 1:1 Nagatomo (90.)                                                                                                 | Ö. Bayram (26.), Nzonzi (40.), Marcão (67.)                                                            | 37.271    |
| 14 | 7. Dezember 2019   | Alanyaspor             | Türk Telekom Stadyumu, Istanbul        | 1:0 (0:0) | 1:0 Belhanda (20. Handelfmeter)                                                                                    | Seri (32.), Durmaz (90.), Muslera (90.+3')                                                             | 28.381    |
| 15 | 14. Dezember 2019  | MKE Ankaragücü         | Türk Telekom Stadyumu, Istanbul        | 2:2 (0:0) | 1:0 Feghouli (53.), 2:0 Belhanda (83. Foulelfmeter)                                                                | Babel (32.), Marcão (86.)                                                                              | 28.124    |
| 16 | 21. Dezember 2019  | Göztepe Izmir          | Bornova Aziz Kocaoğlu Stadyumu, Izmir  | 1:2 (1:1) | 1:1 Gassama (27. Eigentor)                                                                                         | Feghouli (75.), Marcão (89.)                                                                           | 08.790    |
| 17 | 28. Dezember 2019  | Antalyaspor            | Türk Telekom Stadyumu, Istanbul        | 5:0 (3:0) | 1:0 Falcao (10. Handelfmeter), 2:0 Falcao (28.), 3:0 Čelůstka (37. Eigentor), 4:0 Babel (82.), 5:0 Antalyalı (89.) | Lemina (15.), Muslera (62.)                                                                            | 24.965    |
| 18 | 16. Januar 2020    | Denizlispor            | Türk Telekom Stadyumu, Istanbul        | 2:1 (1:0) | 1:0 Akbaba (26.), 2:0 Falcao (57.)                                                                                 | Marcão (4.)                                                                                            | 32.702    |
| 19 | 26. Januar 2020    | Konyaspor              | Büyükşehir Stadyumu, Konya             | 3:0 (2:0) | 1:0 Falcao (26.), 2:0 Akbaba (39.), 3:0 Büyük (79.)                                                                | Feghouli (41.), Lemina (63.)                                                                           | 26.081    |
| 20 | 2. Februar 2020    | Kayserispor            | Türk Telekom Stadyumu, Istanbul        | 4:1 (2:0) | 1:0 Büyük (5.), 2:0 Donk (21.), 3:0 Feghouli (64.), 4:1 Feghouli (90.+4')                                          | Belhanda (49.), Ö. Bayram (79.)                                                                        | 32.535    |
| 21 | 9. Februar 2020    | Kasımpaşa Istanbul     | Recep Tayyip Erdoğan Stadı, Istanbul   | 3:0 (3:0) | 1:0 Meriah (7. Eigentor), 2:0 Büyük (22. Handelfmeter), 3:0 Büyük (41.)                                            | keine                                                                                                  | 04.949    |
| 22 | 16. Februar 2020   | Yeni Malatyaspor       | Türk Telekom Stadyumu, Istanbul        | 1:0 (1:0) | 1:0 Büyük (45. Foulelfmeter)                                                                                       | Feghouli (20.), Marcão (49.)                                                                           | 36.160    |
| 23 | 23. Februar 2020   | Fenerbahçe Istanbul    | Şükrü Saracoğlu Stadı, Istanbul        | 3:1 (1:1) | 1:1 Donk (40.), 2:1 Falcao (80. Foulelfmeter), 3:1 Onyekuru (90.+9')                                               | Belhanda (20.), Falcao (36.), Seri (58.), Donk (68.), Mariano (74.) Onyekuru (90.+8'), Belhanda (84.)  | 44.619    |
| 24 | 1. März 2020       | Gençlerbirliği Ankara  | Türk Telekom Stadyumu, Istanbul        | 3:0 (2:0) | 1:0 Donk (3.), 2:0 Falcao (33.), 3:0 Falcao (69.)                                                                  | Donk (37.)                                                                                             | 39.613    |
| 25 | 8. März 2020       | Sivasspor              | Yeni 4 Eylül Stadyumu, Sivas           | 2:2 (2:1) | 1:1 Falcao (14.), 2:1 Feghouli (37.)                                                                               | Seri (18.), Saracchi (90.+7')                                                                          | 19.506    |
| 26 | 15. März 2020      | Beşiktaş Istanbul      | Türk Telekom Stadyumu, Istanbul 1      | 0:0       | keine | Mariano (22.)                                                                                          |           |
| 27 | 14. Juni 2020 2    | Çaykur Rizespor        | Çaykur Didi Stadı, Rize                | 0:2 (0:1) | keine | Donk (61.), Büyük (87.), Büyük (90.)                                                                   |           |
| 28 | 21. Juni 2020      | Gaziantep FK           | Türk Telekom Stadyumu, Istanbul        | 3:3 (2:1) | 1:1 Falcao (36.), 2:1 Belhanda (40.), 3:1 Feghouli (66.)                                                           | Mariano (45.), Belhanda (52.), Saracchi (63.), Kocuk (90.+1'), Ö. Bayram (90.+10'), Onyekuru (90.+16') |           |
| 29 | 28. Juni 2020      | Istanbul Başakşehir FK | Başakşehir Fatih Terim Stadı, Istanbul | 1:1 (0:0) | 1:1 Akbaba (67.)                                                                                                   | Saracchi (8.)                                                                                          |           |
| 30 | 5. Juli 2020       | Trabzonspor            | Türk Telekom Stadyumu, Istanbul        | 1:3 (0:1) | 1:2 Seri (90.+3' Foulelfmeter)                                                                                     | Saracchi (18.), Donk (40.) Feghouli (32.)                                                              |           |
| 31 | 8. Juli 2020       | Alanyaspor             | Bahçeşehir Okulları Stadyumu, Alanya   | 1:4 (1:2) | 1:2 Büyük (45.+4')                                                                                                 | Belhanda (90.+1')                                                                                      |           |
| 32 | 12. Juli 2020      | MKE Ankaragücü         | Eryaman Stadyumu, Ankara               | 0:1 (0:0) | keine | Belhanda (17.), Marcão (34.), Saracchi (87.), Mariano (90.)                                            |           |
| 33 | 18. Juli 2020      | Göztepe Izmir          | Türk Telekom Stadyumu, Istanbul        | 3:1 (0:0) | 1:0 Saracchi (60.), 2:1 Akbaba (81.), 3:1 Akgün (90.+7')                                                           | Marcão (30.), Donk (35.)                                                                               |           |
| 34 | 24. Juli 2020      | Antalyaspor            | Antalya Stadyumu                       | 2:2 (0:1) | 1:1 Saracchi (58.), 2:1 Belhanda (65. Handelfmeter)                                                                | Linnes (42.)                                                                                           |           |

### Türkiye Kupası
| Runde        | Datum             | Gegner          | Ort                                  | Ergebnis  | Tor(e) für Galatasaray Istanbul                                                    | Karte(n) für Galatasaray Istanbul                                                              |
| ------------ | ----------------- | --------------- | ------------------------------------ | --------- | ---------------------------------------------------------------------------------- | ---------------------------------------------------------------------------------------------- |
| 5R–Hinspiel  | 4. Dezember 2019  | Tuzlaspor       | Türk Telekom Stadyumu, Istanbul      | 0:2 (0:0) | keine                                                                              | Taşdemir (90.+8')                                                                              |
| 5R–Rückspiel | 17. Dezember 2019 | Tuzlaspor       | Necmi Kadıoğlu Stadyumu, Istanbul    | 4:0 (3:0) | 1:0 Nagatomo (10.), 2:0 Falcao (16.), 3:0 Feghouli (45.+1'), 4:0 Belhanda (90.+2') | İnan (51.), Antalyalı (63.)                                                                    |
| AF–Hinspiel  | 15. Januar 2020   | Çaykur Rizespor | Çaykur Didi Stadı, Rize              | 1:1 (1:1) | 1:1 Akbaba (39.)                                                                   | Marcão (35.)                                                                                   |
| AF–Rückspiel | 23. Januar 2020   | Çaykur Rizespor | Türk Telekom Stadyumu, Istanbul      | 2:1 (0:0) | 1:0 Büyük (60. Handelfmeter), 2:1 Lemina (82.)                                     | Büyük (48.), Marcão (49.), Ö. Bayram (71.), Saracchi (90.+6')                                  |
| VF–Hinspiel  | 6. Februar 2020   | Alanyaspor      | Bahçeşehir Okulları Stadyumu, Alanya | 0:2 (0:1) | keine                                                                              | Özbayraklı (32.), Antalyalı (45.+3'), Büyük (64.), Durmaz (76.), Lemina (79.), Ö. Bayram (90.) |
| VF–Rückspiel | 12. Februar 2020  | Alanyaspor      | Türk Telekom Stadyumu, Istanbul      | 3:1 (1:1) | 1:0 Akbaba (9.), 2:1 Büyük (55. Handelfmeter), 3:1 Büyük (85.)                     | Büyük (15.), Donk (86.), Mariano (89.), Feghouli (90.+9'), Mariano (90.+5')                    |

### UEFA Champions League

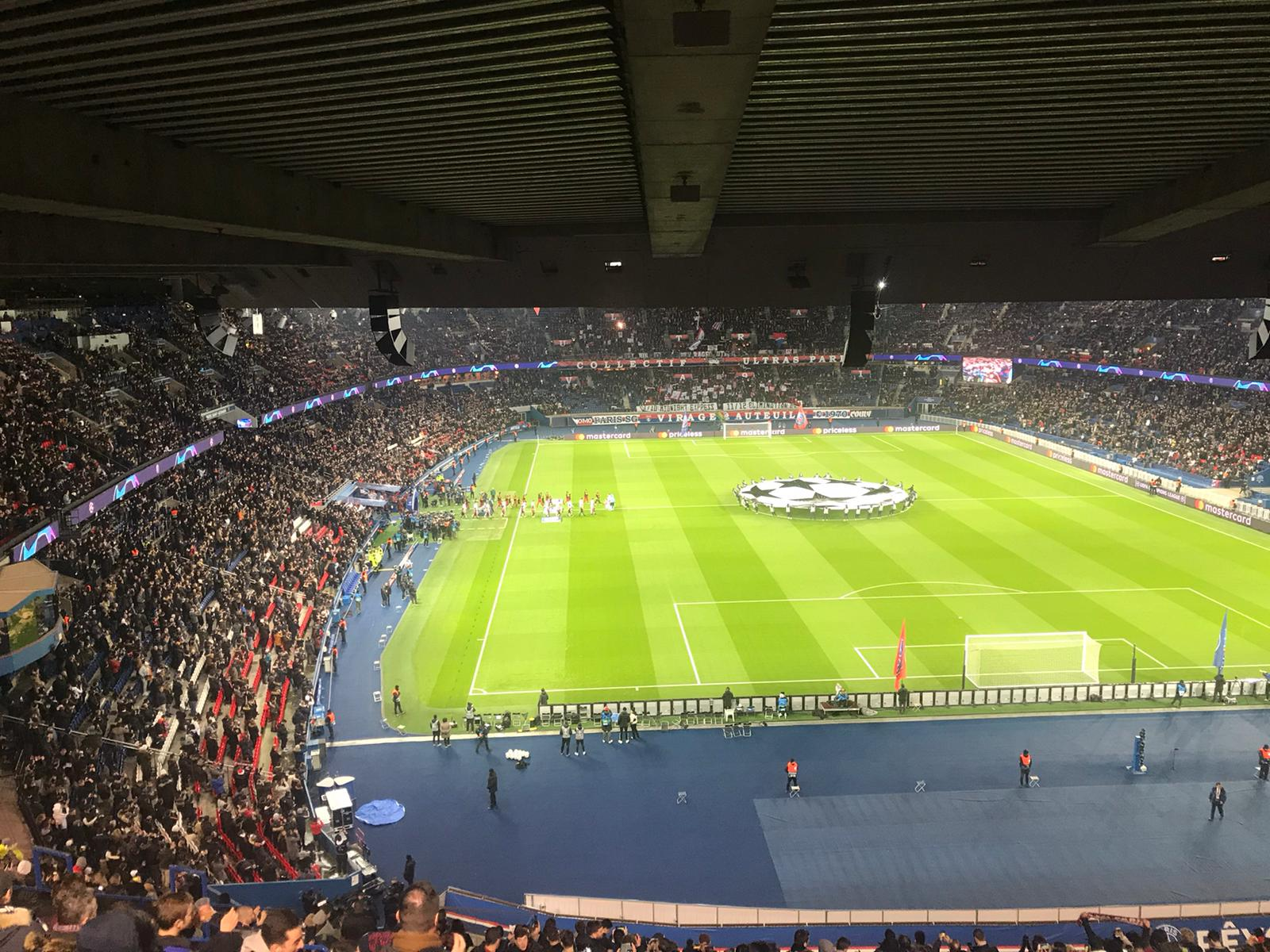
Die Mannschaften von Paris Saint-Germain und Galatasaray Istanbul beim Betreten des Spielfelds.

| Runde        | Datum              | Gegner              | Ort                                   | Ergebnis  | Tor(e) für Galatasaray Istanbul | Karte(n) für Galatasaray Istanbul                                                   | Zuschauer |
| ------------ | ------------------ | ------------------- | ------------------------------------- | --------- | ------------------------------- | ----------------------------------------------------------------------------------- | --------- |
| Gruppenphase | 18. September 2019 | FC Brügge           | Jan-Breydel-Stadion, Brügge           | 0:0       | keine                           | Lemina (55.), Nzonzi (73.), Donk (90.+4')                                           | 26.616    |
| Gruppenphase | 1. Oktober 2019    | Paris Saint-Germain | Ali Sami Yen Spor Kompleksi, Istanbul | 0:1 (0:0) | keine                           | Marcão                                                                              | 46.532    |
| Gruppenphase | 22. Oktober 2019   | Real Madrid         | Ali Sami Yen Spor Kompleksi, Istanbul | 0:1 (0:1) | keine                           | Seri (46.), Nzonzi (69.), Marcão (90.+3'), Mariano (90.+4')                         | 48.886    |
| Gruppenphase | 6. November 2019   | Real Madrid         | Estadio Santiago Bernabéu, Madrid     | 0:6 (0:4) | keine                           | Nzonzi (13.), Babel (57.)                                                           | 65.492    |
| Gruppenphase | 26. November 2019  | FC Brügge           | Ali Sami Yen Spor Kompleksi, Istanbul | 1:1 (1:0) | 1:0 Büyük (11.)                 | Lemina (14.), Mariano (33.), Nagatomo (85.), Mor (90.), Muslera (90.+1')            | 34.500    |
| Gruppenphase | 11. Dezember 2019  | Paris Saint-Germain | Parc des Princes, Paris               | 0:5 (0:2) | keine                           | Belhanda (50.), Nzonzi (57.), Falcao (82.), Muslera (82.), İnan (85.), Lemina (86.) | 46.509    |

### Süper Kupa
| Galatasaray Istanbul (Meister/Pokalsieger)               | Galatasaray Istanbul (Meister/Pokalsieger) | Akhisarspor (Pokalfinalist) | Akhisarspor (Pokalfinalist) |
| -------------------------------------------------------- | --- | --- | --------------------------- |
| Galatasaray Istanbul (Meister/Pokalsieger)               | \| 7. August 2019 um 20.30 Uhr in Ankara (Eryaman Stadyumu) \| \| Ergebnis: 1:0 (1:0) \| \| Schiedsrichter: Halil Umut Meler \| \| Spielbericht \| | \| 7. August 2019 um 20.30 Uhr in Ankara (Eryaman Stadyumu) \| \| Ergebnis: 1:0 (1:0) \| \| Schiedsrichter: Halil Umut Meler \| \| Spielbericht \| | Akhisarspor (Pokalfinalist) |
| Galatasaray Istanbul (Meister/Pokalsieger)               | Fernando Muslera – Yūto Nagatomo, Marcão, Christian Luyindama, Mariano – Adem Büyük (72. ), Selçuk İnan , Jean Seri, Jimmy Durmaz (81. ), Younès Belhanda (90.+1' ) – Ryan Babel Ersatzbank: Okan Kocuk, Ahmet Çalık, Ryan Donk (90.+1' ), Ömer Bayram, Martin Linnes, Sofiane Feghouli (81. ), Atalay Babacan, Yunus Akgün, Emre Mor (72. ), Konstantinos Mitroglou Cheftrainer: Fatih Terim | Gökhan Değirmenci – Kadir Keleş , Alperen Babacan, Edin Cocalić, Tolga Ünlü – Erhan Çelenk (70. ), Rajko Rotman, Aykut Çeviker (81. ), Burhan Eşer (64. ), Theódór Elmar Bjarnason – Avdija Vršajević Ersatzbank: Milan Lukač, Uğur Kuru, Göksu Mutlu, İlke Nelik, Musa Nizam, Eray Ataseven (81. ), Yavuz Özbakan, Onur Ayık (64. ), Bertuğ Bayar (70. ), Ergin Keleş Cheftrainer: Mehmet Altıparmak | Akhisarspor (Pokalfinalist) |
| Galatasaray Istanbul (Meister/Pokalsieger)               | 1:0 Younès Belhanda (39. Seri) | | Akhisarspor (Pokalfinalist) |
| Galatasaray Istanbul (Meister/Pokalsieger)               | Mariano (66.), Younès Belhanda (66.) | Theódór Elmar Bjarnason (34.), Tolga Ünlü (56.), Bertuğ Bayar (80.) | Akhisarspor (Pokalfinalist) |
| Galatasaray Istanbul (Meister/Pokalsieger)               | Spieler des Spiels: Younès Belhanda | | Akhisarspor (Pokalfinalist) |
| 7. August 2019 um 20.30 Uhr in Ankara (Eryaman Stadyumu) | | |                             |
| Ergebnis: 1:0 (1:0)                                      | | |                             |
| Schiedsrichter: Halil Umut Meler                         | | |                             |
| Spielbericht                                             | | |                             |

### Freundschaftsspiele
Diese Tabelle führt die ausgetragenen Freundschaftsspiele auf.
| Datum             | Gegner              | Ort                                    | Ergebnis  | Tor(e) für Galatasaray Istanbul                                          | Karte(n) für Galatasaray Istanbul |
| ----------------- | ------------------- | -------------------------------------- | --------- | ------------------------------------------------------------------------ | --------------------------------- |
| 19. Juli 2019     | RB Leipzig          | Tivoli Stadion Tirol, Innsbruck        | 2:3 (1:0) | 1:0 Babel (28.), 2:3 Babel (89.)                                         | Çalık (34.), Donk (55.)           |
| 25. Juli 2019     | FC Augsburg         | Tivoli Stadion Tirol, Innsbruck        | 1:4 (0:2) | 1:4 Bayram (87.)                                                         | keine                             |
| 28. Juli 2019     | Girondins Bordeaux  | Tivoli Stadion Tirol, Innsbruck        | 3:1 (2:0) | 1:0 Babel (7.), 2:0 Babacan (45.), 3:0 Büyük (67.)                       | Donk (84.)                        |
| 3. August 2019    | Panathinaikos Athen | Türk Telekom Stadyumu, Istanbul        | 2:1 (1:0) | 1:0 Büyük (11.), 2:0 Donk (61.)                                          | Nagatomo (34.)                    |
| 11. August 2019   | AC Florenz          | Stadio Artemio Franchi, Florenz        | 1:4 (0:2) | 1:2 Mor (50.)                                                            | Marcão (22.)                      |
| 12. Oktober 2019  | Istanbulspor        | Florya Metin Oktay Tesisleri, Istanbul | 3:2 (3:1) | 1:1 Durmaz (19.), 2:1 Antalyalı (20.), 3:1 Mor (38.)                     | keine                             |
| 16. November 2019 | Ümraniyespor        | Florya Metin Oktay Tesisleri, Istanbul | 4:0 (1:0) | 1:0 Durmaz (1.), 2:0 İnan (47.), 3:0 Mor (57.), 4:0 Büyük (84. Elfmeter) | keine                             |
| 10. Januar 2020   | Altay Izmir         | Sueno Hotels Deluxe, Belek             | 3:1 (1:0) | 1:0 Falcao (9. Foulelfmeter), 2:0 Belhanda (52.), 3:0 Akbaba (62.)       | Donk (14.), Durmaz (84.)          |
| 11. Januar 2020   | Adana Demirspor     | Sueno Hotels Deluxe, Belek             | 1:0 (1:0) | 1:0 Feghouli (7.)                                                        | keine                             |

## Statistiken

### Teamstatistik
| Wettbewerb            | Punkte | daheim | daheim | daheim | daheim | daheim | auswärts | auswärts | auswärts | auswärts | auswärts | Gesamt | Gesamt | Gesamt | Gesamt | Gesamt | Tordifferenz |
| Wettbewerb            | Punkte | Sp     | S      | U      | N      | TV     | Sp       | S        | U        | N        | TV       | Sp     | S      | U      | N      | TV     | Tordifferenz |
| --------------------- | ------ | ------ | ------ | ------ | ------ | ------ | -------- | -------- | -------- | -------- | -------- | ------ | ------ | ------ | ------ | ------ | ------------ |
| Süper Lig             | 56     | 17     | 10     | 5      | 2      | 32:15  | 17       | 5        | 6        | 6        | 23:22    | 34     | 15     | 11     | 8      | 55:37  | +18          |
| Türkiye Kupası        | –      | 3      | 2      | 0      | 1      | 5:4    | 3        | 1        | 1        | 1        | 5:3      | 6      | 3      | 1      | 2      | 10:7   | +3           |
| UEFA Champions League | –      | 3      | 0      | 1      | 2      | 1:3    | 3        | 0        | 1        | 2        | 0:11     | 6      | 0      | 2      | 4      | 1:14   | −13          |
| Gesamt                | 56     | 23     | 12     | 6      | 5      | 38:22  | 23       | 6        | 8        | 9        | 28:26    | 46     | 18     | 14     | 14     | 66:58  | +8           |

### Saisonverlauf
| Spieltag | 1  | 2  | 3  | 4 | 5 | 6 | 7  | 8 | 9 | 10 | 11 | 12 | 13 | 14 | 15 | 16 | 17 | 18 | 19 | 20 | 21 | 22 | 23 | 24 | 25 | 26 | 27 | 28 | 29 | 30 | 31 | 32 | 33 | 34 |
| -------- | -- | -- | -- | - | - | - | -- | - | - | -- | -- | -- | -- | -- | -- | -- | -- | -- | -- | -- | -- | -- | -- | -- | -- | -- | -- | -- | -- | -- | -- | -- | -- | -- |
| Spielort | A  | H  | A  | H | A | H | A  | H | A | H  | A  | H  | A  | H  | H  | A  | H  | H  | A  | H  | A  | H  | A  | H  | A  | H  | A  | H  | A  | H  | A  | A  | H  | A  |
| Resultat | N  | U  | S  | S | U | U | U  | S | N | S  | S  | N  | U  | S  | U  | N  | S  | S  | S  | S  | S  | S  | S  | S  | U  | U  | N  | U  | U  | N  | N  | N  | S  | U  |
| Platz    | 15 | 15 | 10 | 3 | 5 | 6 | 10 | 6 | 7 | 7  | 6  | 8  | 8  | 6  | 6  | 7  | 7  | 7  | 6  | 6  | 4  | 3  | 3  | 3  | 3  | 3  | 4  | 4  | 4  | 4  | 5  | 5  | 5  | 6  |

Quelle: https://www.weltfussball.de/spielplan/tur-sueper-lig-2019-2020
Legende: Spielort: H = Heim; A = Auswärts. Resultat: S = Sieg; U = Unentschieden; N = Niederlage

### Spielerstatistiken
| Spieler             | Süper Lig | Süper Lig | Süper Lig   | Süper Lig  | Türkiye Kupası / Süper Kupa | Türkiye Kupası / Süper Kupa | Türkiye Kupası / Süper Kupa | Türkiye Kupası / Süper Kupa | Champions League | Champions League | Champions League | Champions League | Total    | Total | Total       | Total      |
| Spieler             | Einsätze  | Tore      | Gelbe Karte | Rote Karte | Einsätze                    | Tore                        | Gelbe Karte                 | Rote Karte                  | Einsätze         | Tore             | Gelbe Karte      | Rote Karte       | Einsätze | Tore  | Gelbe Karte | Rote Karte |
| ------------------- | --------- | --------- | ----------- | ---------- | --------------------------- | --------------------------- | --------------------------- | --------------------------- | ---------------- | ---------------- | ---------------- | ---------------- | -------- | ----- | ----------- | ---------- |
| Emre Akbaba         | 17        | 4         | 0           | 0          | 2                           | 2                           | 0                           | 0                           | 0                | 0                | 0                | 0                | 19       | 6     | 0           | 0          |
| Yunus Akgün         | 5         | 1         | 1           | 0          | 2                           | 0                           | 0                           | 0                           | 0                | 0                | 0                | 0                | 7        | 1     | 1           | 0          |
| Florin Andone       | 9         | 2         | 1           | 0          | 0                           | 0                           | 0                           | 0                           | 3                | 0                | 0                | 0                | 12       | 2     | 1           | 0          |
| Taylan Antalyalı    | 15        | 1         | 0           | 0          | 5                           | 0                           | 2                           | 0                           | 0                | 0                | 0                | 0                | 20       | 1     | 2           | 0          |
| Atalay Babacan      | 0         | 0         | 0           | 0          | 1                           | 0                           | 0                           | 0                           | 0                | 0                | 0                | 0                | 1        | 0     | 0           | 0          |
| Ryan Babel          | 15        | 5         | 5           | 0          | 1                           | 0                           | 0                           | 0                           | 4                | 0                | 2                | 0                | 20       | 5     | 7           | 0          |
| Berk Balaban        | 0         | 0         | 0           | 0          | 0                           | 0                           | 0                           | 0                           | 0                | 0                | 0                | 0                | 0        | 0     | 0           | 0          |
| Emin Bayram         | 4         | 0         | 0           | 0          | 1                           | 0                           | 0                           | 0                           | 0                | 0                | 0                | 0                | 5        | 0     | 0           | 0          |
| Ömer Bayram         | 29        | 1         | 7           | 0          | 5                           | 0                           | 2                           | 0                           | 5                | 0                | 0                | 0                | 39       | 1     | 9           | 0          |
| Younès Belhanda     | 23        | 5         | 8           | 1          | 6                           | 2                           | 1                           | 0                           | 4                | 0                | 1                | 0                | 33       | 7     | 10          | 1          |
| Adem Büyük          | 26        | 7         | 4           | 1          | 6                           | 3                           | 3                           | 0                           | 2                | 1                | 0                | 0                | 34       | 11    | 7           | 1          |
| Ahmet Çalık         | 11        | 0         | 0           | 1          | 4                           | 0                           | 0                           | 0                           | 0                | 0                | 0                | 0                | 15       | 0     | 0           | 1          |
| Mbaye Diagne        | 3         | 0         | 0           | 0          | 0                           | 0                           | 0                           | 0                           | 0                | 0                | 0                | 0                | 3        | 0     | 0           | 0          |
| Ryan Donk           | 26        | 3         | 6           | 0          | 6                           | 0                           | 1                           | 0                           | 6                | 0                | 1                | 0                | 38       | 3     | 8           | 0          |
| Jimmy Durmaz        | 11        | 0         | 2           | 0          | 4                           | 0                           | 1                           | 0                           | 0                | 0                | 0                | 0                | 15       | 0     | 3           | 0          |
| Falcao              | 16        | 10        | 1           | 0          | 3                           | 1                           | 0                           | 0                           | 3                | 0                | 1                | 0                | 22       | 11    | 2           | 0          |
| Sofiane Feghouli    | 27        | 6         | 3           | 1          | 4                           | 1                           | 1                           | 0                           | 5                | 0                | 0                | 0                | 36       | 7     | 4           | 1          |
| Selçuk İnan         | 8         | 0         | 0           | 0          | 3                           | 0                           | 1                           | 0                           | 2                | 0                | 1                | 0                | 13       | 0     | 2           | 0          |
| Mustafa Kapı        | 1         | 0         | 0           | 0          | 0                           | 0                           | 0                           | 0                           | 0                | 0                | 0                | 0                | 1        | 0     | 0           | 0          |
| Okan Kocuk          | 9         | 0         | 1           | 0          | 4                           | 0                           | 0                           | 0                           | 0                | 0                | 0                | 0                | 13       | 0     | 1           | 0          |
| Christian Luyindama | 10        | 0         | 1           | 0          | 1                           | 0                           | 0                           | 0                           | 4                | 0                | 0                | 0                | 15       | 0     | 1           | 0          |
| Marcão              | 28        | 0         | 12          | 1          | 5                           | 0                           | 2                           | 0                           | 6                | 0                | 2                | 0                | 39       | 0     | 16          | 1          |
| Mariano             | 28        | 0         | 9           | 0          | 4                           | 0                           | 2                           | 0                           | 6                | 0                | 2                | 0                | 38       | 0     | 13          | 0          |
| Emre Mor            | 10        | 0         | 1           | 1          | 3                           | 0                           | 0                           | 0                           | 4                | 0                | 1                | 0                | 17       | 0     | 2           | 1          |
| Fernando Muslera    | 26        | 0         | 1           | 0          | 3                           | 0                           | 0                           | 0                           | 6                | 0                | 2                | 0                | 35       | 0     | 3           | 0          |
| Yuto Nagatomo       | 15        | 1         | 0           | 0          | 3                           | 1                           | 0                           | 0                           | 6                | 0                | 1                | 0                | 24       | 2     | 1           | 0          |
| Steven Nzonzi       | 10        | 0         | 1           | 0          | 0                           | 0                           | 0                           | 0                           | 5                | 0                | 4                | 0                | 15       | 0     | 5           | 0          |
| Mario Lemina        | 20        | 0         | 4           | 0          | 4                           | 1                           | 1                           | 0                           | 4                | 0                | 3                | 0                | 28       | 1     | 8           | 0          |
| Martin Linnes       | 12        | 0         | 1           | 0          | 4                           | 0                           | 0                           | 0                           | 0                | 0                | 0                | 0                | 16       | 0     | 1           | 0          |
| Henry Onyekuru      | 10        | 1         | 2           | 0          | 2                           | 0                           | 0                           | 0                           | 0                | 0                | 0                | 0                | 12       | 1     | 2           | 0          |
| Şener Özbayraklı    | 8         | 0         | 1           | 0          | 3                           | 0                           | 1                           | 0                           | 2                | 0                | 0                | 0                | 13       | 0     | 2           | 0          |
| Marcelo Saracchi    | 14        | 2         | 5           | 0          | 1                           | 0                           | 1                           | 0                           | 0                | 0                | 0                | 0                | 15       | 2     | 6           | 0          |
| Jesse Sekidika      | 6         | 0         | 0           | 0          | 3                           | 0                           | 0                           | 0                           | 0                | 0                | 0                | 0                | 9        | 0     | 0           | 0          |
| Jean Seri           | 27        | 2         | 3           | 1          | 4                           | 0                           | 0                           | 0                           | 6                | 0                | 1                | 0                | 37       | 2     | 4           | 1          |
| Emre Taşdemir       | 6         | 0         | 0           | 0          | 1                           | 0                           | 1                           | 0                           | 0                | 0                | 0                | 0                | 7        | 0     | 1           | 0          |
| Erencan Yardımcı    | 0         | 0         | 0           | 0          | 0                           | 0                           | 0                           | 0                           | 1                | 0                | 0                | 0                | 1        | 0     | 0           | 0          |

## Sponsoren
- Ausrüster: Nike
- Trikotsponsor: Terra Pizza / Turkish Airlines (UEFA)
- Ärmelsponsor: Magdeburger Feuerversicherungs-Gesellschaft
- Rückensponsor: Bilyoner.com